# Skanse (skibsdæk)
 For alternative betydninger, se Skanse. (Se også artikler, som begynder med Skanse)
Skanse er den agterste del af skibets øverste dæk fra stormasten og agterefter. Hvor master ikke findes, regnes skanse fra et andet passende sted og agterefter. Skanse er i krigsskibe den fornemste del af skibet, i reglen forbeholdt de kommanderende uden for de arbejder, der nødvendiggør mandskabets nærværelse dersteds. Det er ofte skik, når man nede fra skibet ad agterlugen kommer op på skanse, da at føre hånden til huen. På skanse afholdes bl.a. gudstjeneste, parader og dommes forkyndelse.